# Швидник
Швѝдник (на полски: Świdnik) е град в Източна Полша, Люблинско войводство. Административен център е на Швиднишки окръг. Обособен е в самостоятелна градска община с площ 20,35 км2.

## География
Градът се намира в историческия регион Малополша (Люблинска земя). Разположен е на 10 километра източно от центъра на Люблин.

## История
Селището получава градски права през 1954 година.

## Население
Населението на града възлиза на 39 732 души (2017 г.). Гъстотата е 1952 души/км2.

## Градове партньори
- Свидник, Словакия
- Aalten, Нидерландия
- Речица, Беларус
- Радун, Беларус
- Шостка, Украйна
- Бетюн, Франция
- Шалчининкай, Литва
- Бриндизи, Италия